# Bordj Zemoura
Bordj Zemoura är en ort i Algeriet.   Den ligger i provinsen Bordj Bou Arréridj, i den norra delen av landet, 170 km öster om huvudstaden Alger. Bordj Zemoura ligger 1 043 meter över havet och antalet invånare är 19 782.
Terrängen runt Bordj Zemoura är huvudsakligen kuperad, men åt sydost är den platt. Runt Bordj Zemoura är det ganska tätbefolkat, med 160 invånare per kvadratkilometer. Det finns inga andra samhällen i närheten. Omgivningarna runt Bordj Zemoura är i huvudsak ett öppet busklandskap.